# Clessidra (asterismo)

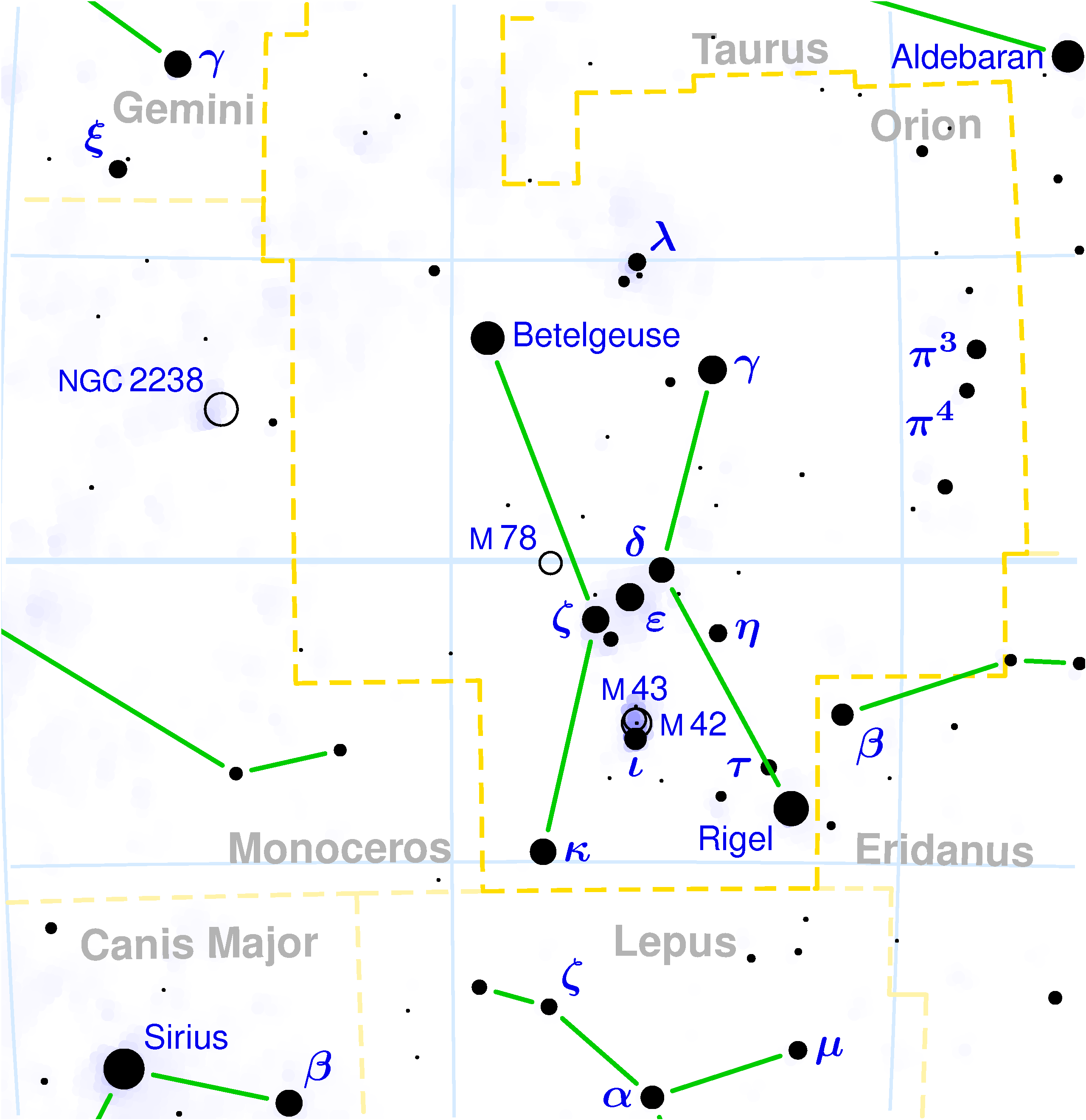
La forma della costellazione di Orione ricorda quella di una clessidra.

La Clessidra è un asterismo che in realtà coincide con l'intero corpo della costellazione di Orione.
La gigantesca figura di Orione in cielo può essere vista anche come una gigantesca clessidra a contenitori contrapposti, che si "ribalta" al suo sorgere e tramontare e appare, grazie alla sua simmetria, perfettamente somigliante ad una clessidra, qualunque sia la sua orientazione in cielo.
Il grande rettangolo formato dalle stelle Betelgeuse, Bellatrix, Rigel e Saiph formano i vertici della clessidra, da dove partono anche le assi laterali, mentre in corrispondenza della Cintura di Orione si trova la strozzatura, che separa i due contenitori contenenti l'acqua o la sabbia.